# 渋谷小夜子
渋谷 小夜子（しぶや さよこ、1933年7月11日 - ）は、元女子競輪選手。選手登録地は神奈川県。日本競輪選手養成所が設立される前に選手登録された期前選手で、選手登録番号は144（女子）。渋谷隆雄（選手登録番号319、神奈川県）は従兄。

## 来歴
父が郵便局員という家庭で育つ。「それまで自転車には乗れなかった」と言うが、既に競輪選手となっていた従兄の渋谷隆雄から「競輪選手になる気があるなら、学校帰りに来れば教えてやる」と言われ、自転車の練習を始める。
プロデビュー後は下記の特別競輪獲得歴に示すとおり、女子競輪の黎明期において圧倒的な強さを誇り、田中和子が台頭するまでの間「女王」の名をほしいままにした。獲得賞金額も、1950年は70万3200円（4位）、1952年は183万9000円で田中和子（185万2200円）に次ぐ僅差の2位であった（1951年は資料毀損のため不明）。
「女は結婚しなければ」という思いから数年の現役生活で引退を決意し、1953年4月20日付で登録消除。引退後は、病院の受付をしたり日本鋼管などの民間企業や藤沢市役所に勤務した。夫との間に1男がいる。

## 獲得タイトル
1950年
第1回高松宮妃賜杯競輪（大津びわこ競輪場。以下同場開催につき省略）…当時16歳
1951年
第2回高松宮妃賜杯競輪
第1回全国都道府県対抗争覇競輪（大宮競輪場）
第5回全国争覇競輪（大阪中央競輪場）
1952年
第2回全国都道府県対抗争覇競輪（高松競輪場）
第3回高松宮妃賜杯競輪
第3回全国都道府県対抗争覇競輪（福岡競輪場）